# Fauglia
Fauglia é uma comuna italiana da região da Toscana, província de Pisa, com cerca de 3.124 habitantes. Estende-se por uma área de 42 km², tendo uma densidade populacional de 74 hab/km². Faz fronteira com Collesalvetti (LI), Crespina, Lorenzana, Orciano Pisano.

## Demografia
| Variação demográfica do município entre 1861 e 2011                               |
|                                                                                   |
| Fonte: Istituto Nazionale di Statistica (ISTAT) - Elaboração gráfica da Wikipedia |